# Гомеш-Айреш
Гомеш-Айреш (порт.  Gomes Aires) - фрегезия (район) в муниципалитете Алмодовар округа Бежа в Португалии. Территория – 66,18 км². Население – 483 жителей. Плотность населения – 7,3 чел/км².